# Юность (гостиница, Москва)
«Юность» — гостиница в районе Хамовники Центрального административного округа города Москвы, расположенная по адресу Хамовнический Вал, 34.

## История
По первоначальной задумке, «гостиница для иностранной молодёжи», позднее получившая название «Юность», должна была стать частью международного туристического лагеря, открытие которого планировалось ко Всемирной выставке 1967 года. Выставка должна была пройти в Москве в честь 50-летия Октябрьской революции. Площадка в Лужниках была выбрана из-за близости дворца спорта (удобного для проведения массовых мероприятий) и станции метро «Спортивная». Строительство велось на средства ВЛКСМ и в основном было профинансировано доходами от лотереи, посвящённой VI Всемирному фестивалю молодёжи и студентов. Гостиница открылась накануне Всемирного форума молодёжи 1961 года, и делегаты форума стали её первыми постояльцами. После отказа Никиты Хрущёва от проведения Всемирной выставки проект международного лагеря был отменён, а гостиница продолжила работу. Впоследствии в «Юности» селились гости и участники других молодёжных фестивалей, «Олимпиады-80», Игр доброй воли.
Коллектив «Юности» ещё в конце 1980-х годов обращался в государственные органы с просьбой о выводе гостиницы из подчинения ЦК ВЛКСМ, а в начале 1990-х попытался приватизировать её для организации театрально-культурного центра «Юнком», учреждённого совместно с театром «Ленком». Москоимущество отказало сотрудникам и руководству «Юности», поскольку полагало собственником гостиницы Российский союз молодёжи — одного из правопреемников ВЛКСМ. Не удовлетворённый ответом, коллектив «Юности» адресовал жалобу президенту России, а Борису Ельцин поручил разрешить ситуацию главе Государственного комитета по имуществу Анатолию Чубайсу. Тот постановил конфисковать здание гостиницы, поставить его на баланс Госкомимущества и предоставить в аренду «Юнкому». Российский союз молодёжи подал иск о незаконности решения органа власти, положив начало многолетнему судебному спору, который в 1995 разрешил Высший арбитражный суд Российской Федерации, отменив постановления Госкомимущества за 1992—1995 год. По мнению суда, на момент принятия этих постановлений вопрос доли государственных вложений в строительство гостиницы не был решён: даже если ВЛКСМ и его правопреемники могли претендовать на малую долю гостиницы, действия госоргана были неправомерны.

## Архитектура
Гостиница «Юность» стала одним из первых общественных зданий Москвы, построенным методом индустриального строительства из крупных панелей. В работе над проектом архитекторы заимствовали и иностранный опыт: в частности, наработки в области строительства многоквартирных домов, представленные на выставке Interbau в Берлине в 1957 году. Композиционно здание гостиницы представляет собой вытянутый в ширину параллелепипед, стоящий на подиуме цокольного этажа. Основной объём здания практически полностью остеклён, что делает строение визуально более лёгким и обеспечивает взаимное проникновение внешнего и внутреннего пространства. Этот эффект подчёркивает одинаковый ритм расположения потолочных светильников в козырьке главного входа и вестибюле. Все номера «Юности» имели площадь 12,78 м², а их отделка, оборудование и мебель изначально проектировались как типовые. В стилобате гостиницы был оборудован молодёжный клуб с кинозалом на 500 человек, по замыслу архитекторов легко трансформирующимся в танцевальный, библиотекой, бильярдной и комнатой для игры в настольный теннис.
Элементы художественного оформления были сосредоточены в общих пространствах цокольного этажа. Стену за стойкой регистрации занимало красочное панно «Карта Москвы» (И. Пяткин, И. Разуваева, Ю. Шаронов), выполненное темперой по древесностружечным плитам, поперечную стену вестибюля украшало панно «Освоение космоса» (Б. Тальберг), дно декоративного бассейна во дворе — абстрактная керамическая мозаика (В. Муравьёв), а главным декоративном элементом зрительного зала служил шёлковый занавес, расписанный изображениями флагов стран-членов ООН. Контраст с привычными сюжетами и техникой соцреализма в оформлении гостиницы был высоко оценён художественными критиками того времени. Впоследствии интерьеры «Юности» были переработаны, а фасад облицован гранитом. С момента открытия гостиница ни разу не проходила капитальный ремонт, и в феврале 2016 года Градостроительно-земельная комиссия Москвы под председательством мэра города Сергея Собянина приняла решение о реконструкции.